# گمینا اورنتا
گمینا اورنتا (به لهستانی:  Gmina Orneta) یک گمینا در لهستان است که در شهرستان لیزبارک واقع شده‌است. گمینا اورنتا ۲۴۴٫۱۳ کیلومتر مربع مساحت و ۱۲٬۷۰۱ نفر جمعیت دارد.